# Ellipteroides hesperius
Ellipteroides hesperius är en tvåvingeart som först beskrevs av Alexander 1926.  Ellipteroides hesperius ingår i släktet Ellipteroides och familjen småharkrankar. Inga underarter finns listade i Catalogue of Life.